# Borsodgeszt
Borsodgeszt is een plaats (község) en gemeente in het Hongaarse comitaat Borsod-Abaúj-Zemplén. Borsodgeszt telt 303 inwoners (2001).